# 新市街道 (简阳市)
新市街道是中华人民共和国四川省成都市简阳市下辖的一个街道办事处。

## 行政区划
新市街道下辖以下村级行政区划单位：
新达街社区、新伍村、游家村、花鹿村、五里登村、老虎咀村、蒲家村、石家村、垣坝村、马安村、光明村、爱国村、仁义村、新建村、怀远村、永和村和董家村。